# Minna Kleeberg
Minna Kleeberg (ur. 21 lipca 1841 w Elmshorn, w Holsztynie, zm. 31 grudnia 1878, New Haven w stanie Connecticut)  – żydowsko-niemiecko-amerykańska poetka. 
Była autorką żydowską ze względu na narodowość i wyznawaną religię, niemiecką z uwagi na miejsce urodzenia i język, którego używała w twórczości literackiej i amerykańska z powodu miejsca zamieszkania i śmierci. 

## Życiorys
Minna Kleeberg przyszła na świat 21 lipca 1841 w położonym na północ od Hamburga mieście Elmshorn, należącym do dawnego księstwa Holsztyn w jeszcze niezupełnie zjednoczonych Niemczech jako Minna Cohen, córka lekarza Marcusa Cohena. Otrzymała gruntowne wykształcenie. Już jako czternastolatka pisała do czasopism w Hamburgu, Budapeszcie, jak również do Der Freitag-Abend. W 1862 roku wyszła za mąż za rabina Leopolda (Leviego) Kleeberga. Małżonkowie zamieszkali w Prusach
Nadreńskich. Tam młoda poetka obracała się w kręgu literackim Emila Rittershausa. W roku 1866 autorka wyemigrowała do Stanów Zjednoczonych. Zamieszkała w Louisville w stanie Kentucky, gdzie jej mąż został wybrany na rabina, a potem przeniosła się do New Haven. Poetka zmarła 31 grudnia 1878 w New Haven. 

## Twórczość
Minna Kleeberg była autorką języka niemieckiego, ale tożsamości narodowej żydowskiej. Występowała ostro przeciwko antysemickim wypowiedziom Richarda Wagnera. Sławę przyniósł jej wiersz Ein Lied vom Salz (Pieśń o soli), będąca apelem o zniesienie podatku solnego w Prusach. W roku 1877, już na emigracji w Stanach Zjednoczonych, poetka wydała w Louisville tomik Gedichte (Poezje). Liryka Minny Kleeberg jest wysmakowana formalnie. Poetka wykorzystała między innymi sycylianę abababab w wierszu O, halte fest an deinen Idealen (Trzymaj się twardo swoich ideałów) i oktawę abababcc w wierszu 
Es lebt ein Gott! (Bóg jest):
Es lebt ein Gott! – Auf aller Forschung Gleisen
Wird ewig neu erkannt der Gottheit Spur;
Den letzten Urgrund aus dem All verweisen
Wird kein Entwicklungs-Dogma der Natur.
Die Welten und die Menschengeister kreisen
Um ihres Daseins ew'gen Urquell nur.
In seinen Räthseln sucht die Seele Nahrung -
Das ist der Gottheit größte Offenbarung!
W swojej twórczości poetka wypowiadała się zarówno o sprawach wielkiej polityki, jak wojna francusko-pruska, jak i o życiu rodzinnym. Pisała też hymny religijne. zostały one wydane w antologii Isaaca M. Wise’a Hymns, Psalms and Prayers, In English and German (Hymny, psalmy i modlitwy po angielsku i niemiecku), opublikowanej w Cincinnati w 1868 roku.

## Feminizm
Minnę Kleeberg można uznać za jedną z pierwszych przedstawicielek feminizmu. Rabin Leopold Kleeberg w ten sposób wypowiedział się o zmarłej żonie: Almost from her childhood she complained of the subordinate position which tradition and custom assigned to woman (Niemal od dzieciństwa nie mogła się pogodzić z podrzędna pozycją, którą tradycja i zwyczaje przyznały kobietom).